# 斯特凡诺·卡罗比
斯特凡诺·卡罗比（義大利語：Stefano Carobbi，1964年1月16日—），意大利男子足球运动员，司职后卫。他曾代表意大利国奥队参加1988年夏季奥林匹克运动会足球比赛，获得第四名。